# Zwężenie zastawki aortalnej
Zwężenie zastawki aortalnej (stenoza/zwężenie zastawki aorty, zwężenie lewego ujścia tętniczego, łac. stenosis ostii arteriosi sinistri, stenosis ostii aortae, ang. aortic stenosis, AS) – wada serca polegająca na zmniejszeniu powierzchni ujścia aortalnego w stopniu utrudniającym wypływ krwi z lewej komory do aorty. Jest trzecią pod względem częstości chorobą serca w krajach rozwiniętych, po nadciśnieniu tętniczym i chorobie niedokrwiennej serca. Rozpoznanie opiera się na obrazie echokardiograficznym. Leczenie jest operacyjne; jako pierwszy walwuloplastykę zastawki aortalnej wykonał w 1982 roku Lababidi.

## Epidemiologia
Zwyrodnieniowa stenoza aortalna jest obecnie trzecią co do częstości chorobą serca w krajach zachodnich (po nadciśnieniu tętniczym i chorobie niedokrwiennej serca). Umiarkowane zwężenie występuje u 5% populacji po 75. roku życia.

## Etiologia
Najczęstszą przyczyną jest proces zwyrodnieniowy z wtórnym wapnieniem, innymi przyczynami stenozy aortalnej są gorączka reumatyczna i wada wrodzona, jaką jest dwupłatkowa zastawka aorty (1% populacji ogólnej). Choroba reumatyczna jako przyczyna zwężenia jest coraz rzadszym czynnikiem, natomiast coraz częściej przyczyną stenozy jest wapnienie zastawki u osób starszych, spowodowane miażdżycą, procesem zwyrodnieniowym lub zaburzeniami gospodarki wapniowej.
Czynniki sprzyjające zwyrodnieniu zastawki aorty to:
- zaawansowany wiek
- płeć męska
- nadciśnienie tętnicze
- cukrzyca
- nadczynność przytarczyc
- choroba Pageta
- niewydolność nerek
- palenie tytoniu
- dyslipidemie
- nadwaga

## Patofizjologia
Zwężenie o ponad 1/3 powierzchni zastawki aortalnej, która u osób zdrowych wynosi ponad 2,5 cm², wywołuje następstwa hemodynamiczne.
Utrudniony przez zwężenie ujścia odpływ krwi z lewej komory, prowadzi do przeciążenia ciśnieniowego i powoduje jej kompensacyjny koncentryczny przerost. Większa siła skurczu przez pewien czas pozwala na zachowanie dostatecznej objętości minutowej. Większa masa mięśnia przy niezmienionym krążeniu wieńcowym prowadzi do zwiększonego zapotrzebowania na tlen, a zmniejszenie przepływu przez naczynia wieńcowe i podwsierdziowe przyczynia się do występowania bólów dławicowych. Włóknienie nasila dysfunkcję rozkurczową i prowadzi do dysfunkcji skurczowej. Utrudniony rozkurcz i wzrost ciśnienia rozkurczowego w lewej komorze sprzyjają zastojowi w krążeniu płucnym powodując ograniczenie tolerancji wysiłku, duszność wysiłkową, a w skrajnych przypadkach obrzękowi płuc.

## Objawy i przebieg

### Objawy podmiotowe
Stenoza aortalna może być przez długi czas bezobjawowa, mimo istotności hemodynamicznej.
Głównymi objawami są:
- ból dławicowy
- kołatanie serca
- zawroty głowy
- zaburzenia widzenia
- omdlenia wysiłkowe
- duszność wysiłkowa i spoczynkowa
- inne objawy niewydolności serca (rzadziej)
- pierwszym objawem może być nagły zgon sercowy, spowodowany migotaniem komór, lub obrzęk płuc

### Objawy przedmiotowe
Zjawiska osłuchowe

Zjawiska osłuchowe w zwężeniu zastawki aortalnej, umiarkowanym (na górze) i znacznym (na dole). Zaznaczono rozszczepienie drugiego tonu, paradoksalne w ciasnej stenozie; stuk wyrzutu (C, nieobecny w dużej stenozie) i wrzecionowaty szmer skurczowy

- wrzecionowaty, szorstki szmer skurczowy z punctum maximum w II lub III przestrzeni międzyżebrowej prawej przy mostku lub w punkcie Erba, oddzielony od pierwszego tonu serca (S1), promieniujący do szyi i barków. Głośność szmeru nie odpowiada stopniowi zwężenia. Szmer może promieniować do koniuszka serca i być głośniejszy tam niż nad podstawą (tzw. zjawisko Gallavardina) co wymaga różnicowania ze szmerem niedomykalności mitralnej; głośniejszy przy nagłym kucaniu, podczas biernego podnoszenia nóg, po dodatkowym skurczu komór, po podaniu azotanu amylu; cichnie przy próbie Valsalvy, podczas ćwiczeń izometrycznych (np. uścisk ręki) i w pozycji stojącej
- czasem ton S3, S4 (zmniejszona podatność lewej komory)
- cichy lub niesłyszalny S1 (w dużej stenozie), ściszona składowa aortalna (A2) drugiego tonu
- wczesnoskurczowy ton wyrzucania (stuk wyrzutu, ejection click), powstaje przy nagłym zatrzymaniu otwarcia „sklejonych” płatków zastawki aortalnej, u chorych z giętkimi płatkami zastawki, nieobecny w dużym zwężeniu
- paradoksalne (składowa płucna P2 przed aortalną, A2) rozdwojenie drugiego tonu sztywne oddechowo, w ciasnej stenozie ze zwapniałą zastawką może być pojedynczy drugi ton
- gdy towarzyszy niedomykalność aortalna, może pojawić się szmer rozkurczowy.

Inne objawy
- uderzenie koniuszkowe unoszące, rozlane, przesunięte w lewo i w dół
- mruk skurczowy nad podstawą serca i tętnicami szyjnymi (w ciasnej stenozie)
- tętno na obwodzie małe, twarde i leniwe (pulsus parvus, durus, tardus).

### Nieprawidłowości w badaniach dodatkowych
EKG
- cechy przerostu i przeciążenia skurczowego lewej komory (w tzn. „ciasnej” stenozie)
- P mitrale przy dużym gradiencie aortalno-komorowym
- lewogram
- zaburzenia przewodnictwa przedsionkowo-komorowego i śródkomorowego

Badanie RTG klatki piersiowej
- długo prawidłowe
- powiększenie lewej komory
- postenotyczne poszerzenie aorty wstępującej
- zwapnienia w rzucie zastawki aortalnej

ECHO serca
- zwiększenie prędkości przepływu przez zastawkę
- zmniejszenie szerokości otwarcia płatków zastawki aortalnej
- kopulaste otwarcie płatków, obserwowane głównie w wadach wrodzonych zastawki
- zmiany zwyrodnieniowe zastawki
- zmniejszona powierzchnia otwarcia zastawki aortalnej (ang. aortic valve area, AVA)

### Klasyfikacja
Na podstawie echokardiografii i obliczonej powierzchni ujścia aorty (AVA) określa się stopień zwężenia:
- zwężenie łagodne (niewielkie), gdy AVA > 1,5 cm²,
- zwężenie umiarkowane, gdy AVA 1,0-1,5 cm²,
- zwężenie duże (ciasne) gdy AVA ≤ 1,0 cm² albo 0,6 cm²/m² powierzchni ciała.

W zależności od gradientu komorowo-aortalnego:       
- <20 mmHg – wada nieistotna hemodynamicznie,
- 20–40 mmHg – łagodna,
- 40–70 mmHg – umiarkowana,
- >70 mmHg – ciężka.

### Powikłania
- zatory obwodowe
- infekcyjne zapalenie wsierdzia
- nabyta choroba von Willebranda
- angiodysplazje jelitowe (zespół Heyde’a)
  - krwawienie z przewodu pokarmowego
- prawokomorowa niewydolność serca
- nagły zgon sercowy

## Rozpoznanie
Rozpoznanie opiera się najczęściej na obrazie echokardiograficznym.
Istotne jest, by badania prędkości na zastawce aortalnej dokonywać zawsze również głowicą ultrasonograficzną inną od konwencjonalnej, tzw. sondą Pedoffa (ang. CW pencil/Pedoff probe). W przypadku niezastosowania się do tego zalecenia może dojść do niedoszacowania wady. 
W szczególnych przypadkach echokardiografia spoczynkowa może być niewystarczająca do określenia ciężkości wady zastawki aortalnej. Dotyczy to szczególnie chorych z:
- zaburzeniami czynności skurczowej lewej komory (odróżnienie „low flow low gradient aortic stenosis” od „pseudosevere aortic stenosis”)
- trudnymi warunkami badania echokardiograficznego
- zaburzeniami rytmu serca, np. migotaniem przedsionków

W tych sytuacjach pomocne może być badanie inwazyjne (cewnikowanie) lub w odniesieniu do pierwszej grupy chorych echokardiografia wysiłkowa. 

### Rozpoznanie różnicowe
- nadzastawkowe i podzastawkowe zwężenie lewego ujścia tętniczego typu mięśniowego i błoniastego
- zwężenie zastawki pnia płucnego (podobne osłuchowo)

## Leczenie
Łagodna wada nie wymaga leczenia zabiegowego; w niewielkiej i umiarkowanej stenozie stosuje się leczenie zachowawcze. 
W ciężkiej stenozie metodami leczenia zabiegowego są:
- operacja wymiany zastawki
- przezcewnikowe wszczepienie zastawki aortalnej
- przezskórna walwulotomia balonowa

### Zabieg na zastawce aortalnej
Zabiegu na zastawce aortalnej dokonuje się celem poprawy jakości życia i/lub prognozy pacjenta. W wielu badaniach wykazano brak wyższej śmiertelności w grupie bezobjawowych chorych z ciężką stenozą aortalną w porównaniu do populacji ogólnej. Znalazło to odbicie w obecnie obowiązujących wytycznych Europejskiego Towarzystwa Kardiologicznego dotyczących postępowania w wadach zastawkowych. Zgodnie z nimi wskazaniem do zabiegu na zastawce aortalnej są ciężka stenoza aortalna oraz:
- obecność typowych objawów
- zmniejszenie LVEF <50%
- duże zmiany morfologiczne zastawki i progresja maksymalnej prędkości przez zastawkę o ponad 0,3 m/s w ciągu roku
- patologiczny test wysiłkowy

Decyzja co do podjęcia zabiegu na zastawce oraz jego charakteru powinna być podejmowana indywidualnie. W przypadku odstąpienia od zabiegu na zastawce konieczne są kontrole w odstępach 3-6 miesięcy.

## Zapobieganie
Badanie z 2007 roku wykazało spowolnienie procesu zwyrodnieniowego zwężenia zastawki aortalnej u przyjmujących lek należący do grupy statyn – rosuwastatynę. Ostatecznie nie wykazano jednak jednoznacznie pozytywnego wpływu tego leku na progresję choroby. Planowane są dalsze badania nad tym zagadnieniem.

## Rokowanie
Rokowanie u chorych z bezobjawową stenozą aortalną jest dobre, dramatycznie pogarsza się w objawowym zwężeniu. Zgon następuje średnio po 2 latach od wystąpienia niewydolności serca. Leczenie operacyjne poprawia rokowanie.

## Klasyfikacja ICD10
| kod ICD10     | nazwa choroby                              |
| ------------- | ------------------------------------------ |
| ICD-10: I35.0 | Niereumatyczne zwężenie zastawki aortalnej |
| ICD-10: I06.0 | Reumatyczne zwężenie zastawki aortalnej    |
| ICD-10: Q23.0 | Wrodzone zwężenie zastawki aortalnej       |